# Rhipidura fuliginosa
El abanico maorí (Rhipidura fuliginosa) es una especie de ave paseriforme de la familia Rhipiduridae propia de  Nueva Zelanda. Existen cuatro subespecies: R. f. fuliginosa habita en la isla Sur, la subespecie R. f. placabilis en la isla Norte, en las islas Chatham la R. f. penita y antiguamente en la isla Lord Howe la R. f. cervina (en la actualidad extinta). Su nombre maorí es pīwakawaka o tīwakawaka. Anteriormente se consideraba a la especie conespecífica de Rhipidura albiscapa de Australia y Nueva Caledonia, sin embargo a causa de las diferencias en sus cantos y llamados algunas autoridades los consideran especies separadas.

## Descripción

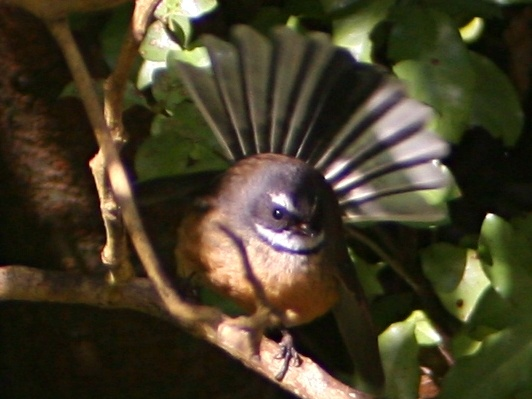
Abanico maorí.

Este abanico tiene el plumaje de su parte superior gris a gris oscuro o gris-pardo, sus partes inferiores son amarillentas-naranja, con una franja oscura que le cruza el pecho debajo de su garganta blanca, posee marcas blancas sobre el ojo, y (según la raza) las plumas exteriores de la cola tienen sus bordes blancos o son completamente blancas. Alcanza los 16 cm de largo, de los cuales la mitad corresponde a su cola, la cual tal como sugiere su nombre exhibe a menudo abriéndola como un abanico. Así es posible observar que las plumas externas de la cola son claras y las centrales oscuras. Algunas subespecies poseen plumajes más oscuros, especialmente el morfismo "abanico negro" que se observa en el 25% en las aves de la Isla Sur y menos del 1% de los especímenes de la Isla Norte (y que se encuentra totalmente ausente en las islas Chatham).
Los juveniles son similares a los adultos pero su cuerpo es más pardo y poseen marcas distintivas.

## Galería

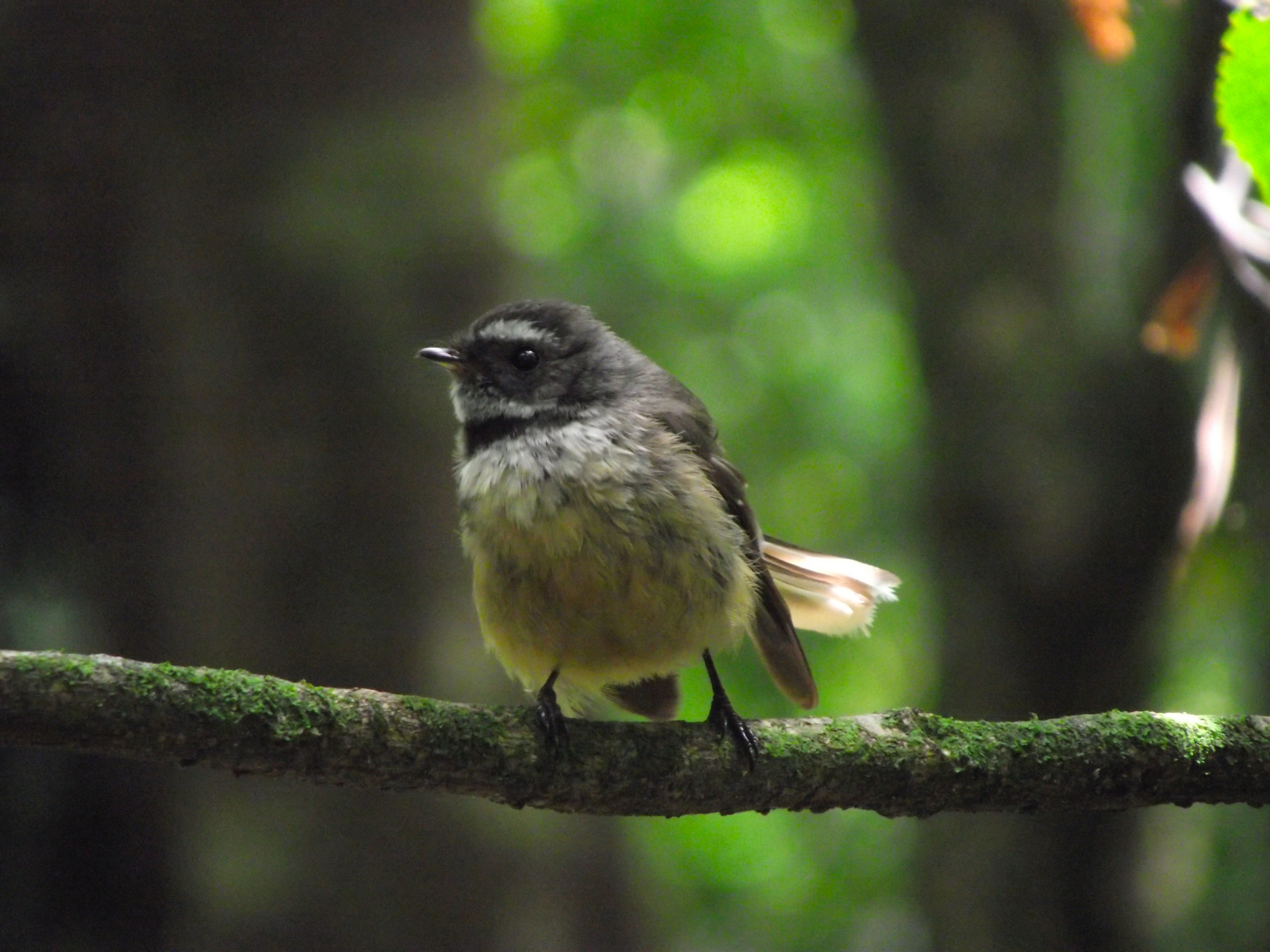
Abanico maorí.